# Фальшивомонетництво
Фальшивомонетництво — карний (кримінальний) злочин, який полягає у виготовленні з метою збуту, а також збут підроблених державних казначейських білетів (в Україні їх не випускають), банкнот Національного банку України, металевої монети, державних цінних паперів (акції, облігації, ощадні сертифікати, векселі, приватизаційні папери, казначейські зобов'язання) або іноземної валюти.
Саме слово «фальшивомонетництво» походить від латинського falsus, що означає «підроблений, неправдивий, фальшивий». В українській мові «фальш» — означає «підробка, обман, шахрайство, неправда», а фальшивомонетництво дослівно означає виробництво підроблених монет.
Фальшивомонетництво завжди і в усіх державах вважалося тяжким кримінальним злочином. З метою його попередження та покарання осіб, винних у виготовленні підроблених грошей, в кримінальному законодавстві держав, у тому числі й в Кримінальному кодексі України (ст. 199), передбачена відповідальність за вчинення такого протиправного діяння. Кримінальна відповідальність згідно зі ст. 199 КК України наступає за виготовлення, зберігання, придбання, перевезення, пересилання, ввезення в Україну з метою збуту або збут підроблених грошей, державних цінних паперів чи білетів державної лотереї. У частині 3 статті 199 КК України 2001 року законодавець посилив кримінальну відповідальність за вчинення фальшивомонетництва «організованою групою».